# 彼得·柏格 (美國社會學家)
彼得·路德維希·柏格（英語：Peter Ludwig Berger，1929年3月17日—2017年6月27日）是一位在奧地利出生的美國社會學家，致力於發展和鑽研知識社會學、宗教社會學、現代化等社會學領域，被視為是當代社會學理論的重要學者之一。其代表作是與湯瑪斯·盧克曼合著的知識社會學專著《社會實體的建構》，出版於1966年。柏格與盧克曼在書中提出「外化」（externalization）、「客體化」（objectivation）與「內化」（internalization）三種概念工具，解釋社會與意識之間的辯證關係，因而被視為日後主導社會科學學術潮流的社會建構主義之奠基著作。《社會實體的建構》被國際社會學協會評選為20世紀影響當代社會學領域最深的50本書籍之一。
彼得柏格的學術生涯中，大多任教於新學院、羅格斯大學和波士頓大學等校。

## 生平
彼得·柏格生於1929年3月17日的奧地利第一共和國首都維也納，是喬治·威廉·柏格（George William Berger）與伊葉卡·柏格（Jelka Berger）之子。柏格一家在1946年、第二次世界大戰剛結束後移民美國，定居紐約；當時，18歲的彼得·柏格進入華格納學院就讀，於1949年畢業；後來又到新學院唸研究所，於1950年取得碩士學位、1954年取得博士學位。1952年，彼得·柏格取得美國公民身份。
1950年代的美國仍然採行徵兵制，因此柏格在1953年至1955年間進入美國陸軍，主要服役於基地醫院的精神科診所，擔任社工；根據柏格的自傳，身為一位移民，他在軍旅生涯中「全面地認識美國」。透過社工工作，他從豐富的個案生命史中，認識到美國社會的各個階層的多樣性。退伍後，柏格受邀前往德國巴德博爾的新教研究院，進行當地新教徒職業與參與教會程度的研究。

## 外部連結
- 彼得·柏格的部落格 （页面存档备份，存于） （英文）